# One Shot 1988
One Shot 1988 - Le più belle canzoni dell'anno! è la nona raccolta di canzoni degli anni '80, pubblicata in Italia dalla Universal Music Italia srl su CD (catalogo 024 9 84387 3) nel 2006, appartenente alla serie One Shot 'aaaa', che fa parte della più vasta collana denominata One Shot.

## Il disco
Le versioni proposte sono tutte rimasterizzazioni digitali a 24 bit delle edizioni originali.

## Tracce
Il primo è l'anno di pubblicazione del singolo, il secondo quello dell'album; altrimenti coincidono.

### CD 1
1. Fine Young Cannibals – She Drives Me Crazy – 3:36 (David Steele, Roland Gift) – 1989
2. Bobby McFerrin – Don't Worry, Be Happy (radio edit) – 3:53 (Robert McFerrin) – 1988
3. Love and Money – Hallelujah Man (album version) – 4:36 (James Grant) – 1988
4. Spandau Ballet – Raw – 3:47 (Gary Kemp) – 1988, 1989
5. Eighth Wonder – I'm Not Scared (album version) – 4:31 (Pet Shop Boys: Neil Tennant e Chris Lowe) – 1988
6. Chris Rea – Josephine – 4:29 (Christopher Anton Rea) – 1985
7. The Christians – Harvest for the World – 3:58 (Christopher Jasper, The Isley Brothers) – 1988
8. Sam Brown – Stop! – 4:56 (Samantha Brown, Gregg Sutton, Bruce Brody) – 1988
9. Edie Brickell & New Bohemians – What I Am (album version) – 4:56 (Edie Brickell, Brandon Aly, John Bush, Brad Houser, Kenneth Withrow) – 1988
10. Scritti Politti – Oh Patti (Don't Feel Sorry for Loverbody) – 4:22 (Green Gartside, David Gamson) – 1988
11. Matt Bianco – Don't Blame It on That Girl – 3:46 (Mark Reilly, Mark Fisher) – 1988
12. Gipsy Kings – Bamboléo (single version) – 3:24 (testo: Nicolás Reyes – musica: Tonino Baliardo, Jahloul 'Chico' Bouchikhi, Simón Díaz) – 1987, 1988
13. Womack & Womack – Teardrops (single version) – 3:49 (Cecil Womack, Linda Womack) – 1988
14. The Pasadenas – Tribute (Right On) – 4:21 (Pete Wingfield, The Pasadenas) – 1988
15. Sheena Easton – The Lover in Me (album version) – 5:01 (Babyface, L.A. Reid, Daryl Simmons) – 1988
16. Bobby Brown – My Prerogative (single version) – 4:32 (Bobby Brown, Gene Griffin, Teddy Riley) – 1988
17. Billy Ocean – Get Outta My Dreams, Get into My Car (single version) – 4:41 (Billy Ocean, Robert John "Mutt" Lange) – 1988
18. Brenda Russell – Piano in the Dark – 5:20 (Brenda Russell, Jeff Hull, Scott Cutler) – 1988

Durata totale: 77:58

### CD 2
1. Guesch Patti – Étienne (album version) – 4:14 (testo: Guesch Patti – musica: Vincent Bruley) – 1987, 1988
2. Afrika Bambaataa – Reckless (feat. UB40) – 5:21 (Kevin Donovan, UB40) – 1988
3. Jovanotti – Gimme Five – 3:50 (testo: Lorenzo Cherubini – musica: Claudio Cecchetto, David Sabiu, Michele Centonze) – 1988
4. Kim Wilde – You Came (original single version) – 3:30 (Kim Wilde, Ricki Wilde) – 1988
5. Debbie Gibson – Shake Your Love – 3:44 (Deborah Gibson) – 1987
6. Nick Kamen – Tell Me – 3:35 (Nick Kamen, Patrick Leonard, David Williams) – 1988
7. À Caus' des Garçons – À cause des garçons – 4:08 (testo: Pierre Grillet – musica: Alain Chamfort) – 1987
8. New Order – Blue Monday 1988 (single mix) – 4:07 (Bernard Sumner, Peter Hook, Stephen Morris, Gillian Gilbert) – 1988 (solo singolo)
9. Yello – The Race (album version) – 8:11 (testo: Dieter Meier – musica: Boris Blank) – 1988
10. Yazz – The Only Way Is Up (single version) – 4:02 (George Jackson, Johnny Henderson) – 1988
11. The Adventures – Broken Land (album version) – 5:01 (Pat Gribben) – 1988
12. Toni Childs – Don't Walk Away – 3:59 (Toni Childs, Philip Ramocon) – 1988
13. Robin Beck – First Time – 3:18 (Gavin Spencer, Tom Anthony, Terry Boyle) – 1988, 1989
14. Europe – Superstitious (album version) – 4:35 (Joey Tempest) – 1988
15. Level 42 – Heaven in My Hands (album version) – 4:40 (Mark King, Rowland Charles "Boon" Gould) – 1988
16. Martika – Toy Soldiers – 4:16 (Marta Marrero, Michael Jay) – 1989
17. Jevetta Steele – Calling You (in Bagdad Café) – 5:22 (Robert 'Bob' Telson) – 1988

Durata totale: 75:53